# Archidiecezja Rabatu
Archidiecezja Rabatu (łac. Archidioecesis Rabatensis) – archidiecezja Kościoła rzymskokatolickiego w Maroku, podległa bezpośrednio Stolicy Apostolskiej. Powstała w 1923 jako wikariat apostolski. Status archidiecezji uzyskała w 1955 roku. 

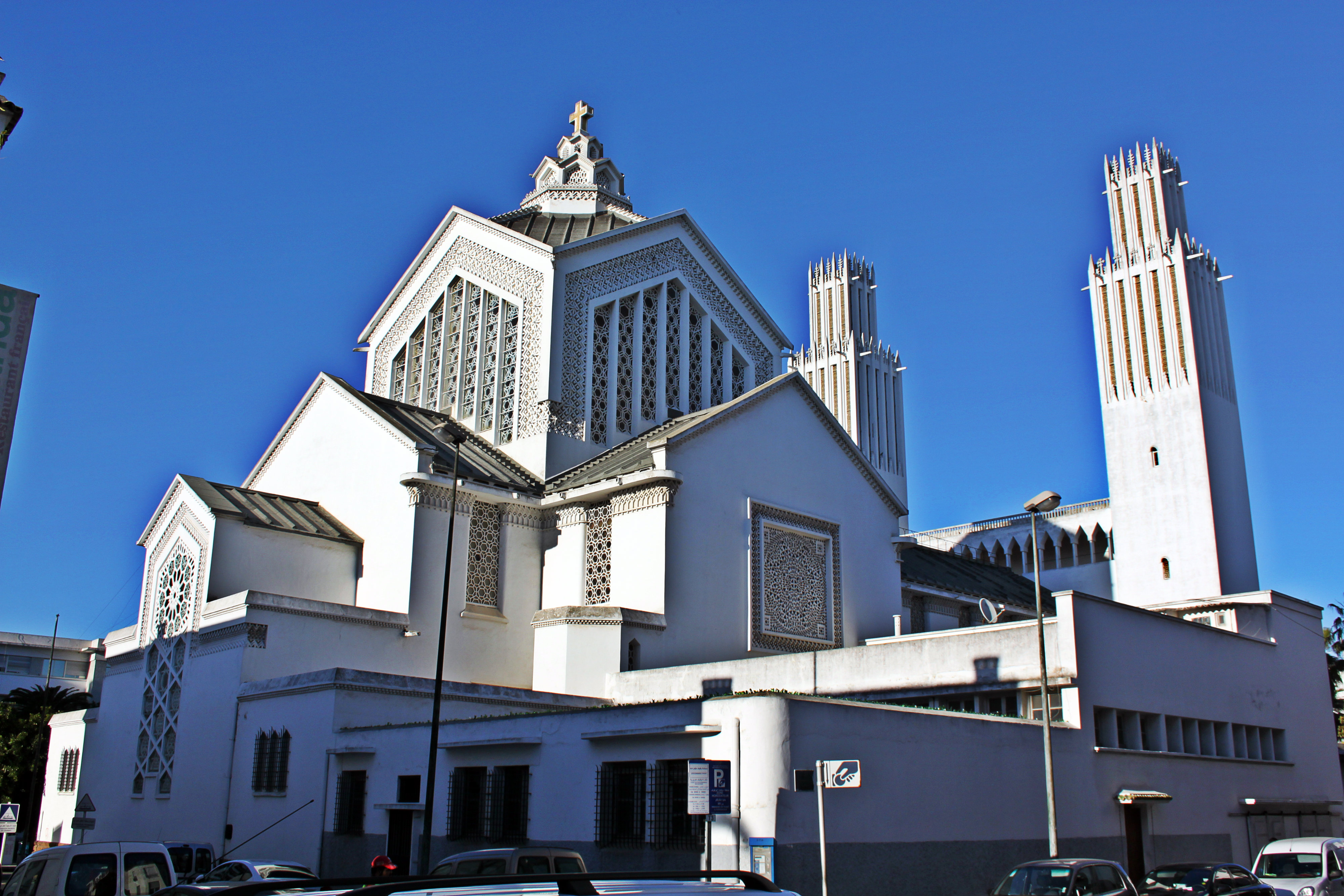
Cathédrale Saint-Pierre, Rabat